# Louis Inchauspé
 (juillet 2018).
Si vous disposez d'ouvrages ou d'articles de référence ou si vous connaissez des sites web de qualité traitant du thème abordé ici, merci de compléter l'article en donnant les références utiles à sa vérifiabilité et en les liant à la section « Notes et références ».
Pour les articles homonymes, voir Inchauspé.
Louis Inchauspé est un homme politique français né le 28 août 1892 à Saint-Jean-Pied-de-Port, où il est décédé le 10 août 1960. 

## Carrière
- Conseiller général de Saint-Jean-Pied-de-Port de mai 1922 au 10 août 1960
- Président du Conseil général des Basses-Pyrénées (devenues depuis Pyrénées-Atlantiques) de mai 1949 au 10 août 1960.

Louis Inchauspé est le père de Michel Inchauspé, député des Pyrénées-Atlantiques.

## Décoration
- Chevalier de l'ordre du Mérite civil (1960)[2]